# Ornella Vanoni (1967)
Ornella Vanoni, pubblicato nel 1967, è il quinto album in studio della cantante italiana Ornella Vanoni.

## Descrizione
L'album, primo LP uscito per l'etichetta Ariston a seguito della partecipazione all'edizione 1967 del Festival di Sanremo, contiene alcuni successi già pubblicati su 45 giri, più alcuni inediti.
L'album è stato ristampato parecchie volte. La primissima stampa è il solo disco della cantante che adopera l'etichetta grigio/nera della Ariston, dismessa immediatamente dopo e sostituita da una graficamente identica, ma col fondo tutto nero. Entrambe sono prive del marchio SIAE.
Le edizioni successive adottano, di volta in volta, le nuove tipologie grafiche dell'etichetta, con una generale semplificazione dei caratteri, ed è presente il marchio SIAE. La copertina rimane sempre a busta chiusa, lucida ed in cartone pesante nella primissima edizione. La grafica, con un disegno di Lorenzo Longhin, non venne mai modificata. L'unica differenza riscontrabile è nella seconda tiratura del disco, etichetta nera con grafica della tipologia grigio/nera e copertina laminata ma in cartone leggero, perché un certo quantitativo di copie venne malamente stampato con un difettoso ancoraggio del colore nero. Minime differenze di tonalità dei colori, più o meno intensi, sono riscontrabili tra una tiratura e l'altra.
La musica è finita venne inserita in una versione più breve, priva dell'introduzione strumentale.

## Tracce
1. Tristezza per favore va' via (Tristeza) - 2:35 - (Alberto Testa - Leo Chiosso - Edu Lobo - Niltinho)
2. La musica è finita - 2:03 - (Franco Califano - Nisa - Umberto Bindi)
3. Il mio posto qual è - 3:00 - (Franco Califano - Sergio Califano - Carlo Pes - Gianfranco Reverberi)
4. Puoi averla tu - 3:51 - (Gino Paoli)
5. Amai (Can I?) - 2:51 - (Franco Califano- Hackady)
6. Un uomo - 3:04 - (Franco Califano - Gianfranco Lombardi)
7. Cordialmente - 2:31 - (Gaspari- C.Lainati- M.Marrocchi)
8. Senza di te - 2:52 - (P.Ferrara)
9. Ore d'amore (The world we knew) - 2:57 - (Franco Migliacci- Bert Kaempfert - Sigman - H.Rebhein)
10. Serafino - 2:30 - (Gigli - Musi)
11. Un'ora sola ti vorrei - 2:15 - (Umberto Bertini e Paola Marchetti)
12. Tu sai quel che vuoi - 2:15 - (Vito Pallavicini - Giorgio Pallavicini)

## Formazione

### Artista
- Ornella Vanoni - voce

### Arrangiamenti
- Augusto Martelli : Tristezza, per favore va via
- Gianfranco Intra : La musica è finita
- Franco Tadini : Il mio posto qual è', Amai
- Giampiero Boneschi : Puoi averla tu, Tu sai quello che vuoi
- Angel Pocho Gatti : Un Uomo
- Massimo Salerno : Cordialmente, Senza di te, Ore d'amore, Serafino, Un'ora sola ti vorrei